# Bolmin (województwo kujawsko-pomorskie)
Bolmin – dawna osada w Polsce, położona w województwie kujawsko-pomorskim, w powiecie bydgoskim, w gminie Dąbrowa Chełmińska.
W latach 1975–1998 miejscowość administracyjnie należała do województwa bydgoskiego.
Nazwę zniesiono z 2023 r.
Zobacz teżBolmin